# 鈴木雅詞
鈴木雅詞（日语：／ Suzuki Masashi），日本男編劇。他曾是小山高生創辦的編劇團體「Brother Noppo」的成員。他之前曾在NHK工作，執導過廣播劇和紀錄片。

## 參加作品
粗體字表示劇本統籌作品。

### 電視動畫
2003年
- 魔偵探洛基RAGNAROK
- 初音島

2004年
- 老師的時間
- 抓鬼天狗幫

2005年
- 植木的法則
- SHUFFLE！
- 初音島 Second Season
- 地獄少女

2006年
- 天使心
- 受讚頌者
- 少女愛上姊姊
- Gift eternal rainbow
- 超級機器人大戰OG -Divine Wars-（日语：スーパーロボット大戦OG -ディバイン・ウォーズ-）
- 銀河鐵道物語 ～永遠的分岐點～
- 家庭教師HITMAN REBORN！（—2010年）
- 地獄少女 二籠

2007年
- SHUFFLE！MEMORIES
- 暮蟬悲鳴時解
- 初音島II

2008年
- 南家三姊妹 ～再來一碗～
- 我的狐仙女友
- 初音島II Second Season
- TYTANIA -泰坦尼亞-
- 地獄少女 三鼎

2009年
- 戰鬥陀螺 鋼鐵奇兵
- 聖劍鍛造師[1]

2010年
- 守護貓娘緋鞠[2]
- 戰鬥陀螺 鋼鐵奇兵 爆
- kiss×sis

2011年
- 靈異E接觸
- R-15

2012年
- 織田信奈的野望

2013年
- 旋風管家 Cuties
- 當不成勇者的我，只好認真找工作了。[3][4]

2014年
- RAIL WARS！

2015年
- ISUCA依絲卡[5]

2016年
- Battle Spirits Double Drive
- 超能旺達

2017年
- sin 七大罪（主要編劇）

2018年
- LORD of VERMILION 紅蓮之王（日语：ロード オブ ヴァーミリオン 紅蓮の王）[6]

2020年
- 掠奪者

2021年
- 女神宿舍的管理員。

2022年
- 幻想三國志 -天元靈心記-[7]

時期未定
- 泛而不精的我被逐出了勇者隊伍[8]）

### OVA
2004年
- 小茜的狂熱追求者（日语：アカネマニアックス〜流れ星伝説剛田〜）
- 低俗靈DAYDREAM（日语：低俗霊DAYDREAM）

2008年
- 初音島if

2009年
- kiss×sis
- 我的狐仙女友 ～盛夏的狂歡節～

2010年
- 聲優初體驗！

2012年
- one off（構成、編劇）

### 遊戲
- 原始的語言（2001年）※劇本：鈴木雅詞、二木幸生
- SAKURA ～雪月華～（日语：SAKURA 〜雪月華〜）（2003年）※劇本：長嶋日出晴、鈴木雅詞、山谷忠、菜之花菫（日语：菜の花すみれ）
- 初音島Plus Situation（2003年）※劇本：御影、御巫紫苑、吳、長嶋日出晴、鈴木雅詞、鈴木達也
- 初音島Plus Communication（2004年）※參加編劇：、御巫紫苑、長嶋日出晴、鈴木雅詞、鈴木達也
- W ～Wish～（2004年）※劇本：長嶋日出晴、鈴木雅詞、伊藤美智子（日语：伊藤美智子）、神澤春香

## 相關項目
- 日本動畫師列表（日语：アニメ関係者一覧）
- 日本編劇列表（日语：脚本家一覧）

## 外部連結
- 鈴木雅詞的X（前Twitter） （日語）